# Dalila Ippólito
Dalila Belén Ippólito (* 24. März 2002 in Buenos Aires-Villa Lugano) ist eine argentinische Fußballspielerin.

## Karriere

### Verein
Ippólito debütierte im Alter von 13 Jahren für die erste Mannschaft von River Plate. Nach vier Jahren zog sie weiter zu UAI Urquiza, wo sie nur bis zum nächsten Sommer blieb. Zur Saison 2020/21 schloss sie sich in Italien Juventus Turin an. Dort kam sie in ihrer ersten Saison nur zu vier Kurzeinsätzen und wurde zur Folgesaison zu Pomigliano CF verliehen. Nach dem Ende der Leihe zum Ende der Saison 2021/22 schloss sie sich für eine Saison Parma Calcio an. Seit der Spielzeit 2023/24 ist sie zurück bei Pomigliano.

### Nationalmannschaft
Im Februar 2018 kam sie einmal in der argentinischen U17 zum Einsatz.
Ihren ersten bekannten Einsatz für die A-Nationalmannschaft hatte sie am 24. Mai 2019 bei einem 3:1-Freundschaftsspielsieg über Uruguay. Hier wurde sie zur 82. Minute für Florencia Bonsegundo eingewechselt. Danach wurde sie auch für den Kader bei der Weltmeisterschaft 2019 nominiert. Sie kam im letzten Gruppenspiel gegen Schottland zu ihrem WM-Debüt. Anschließend war sie bei den Panamerikanischen Spielen 2019 dabei und holte mit ihrer Mannschaft die Silber-Medaille.
Im nächsten Jahr nahm sie mit der U20 an der Südamerikameisterschaft 2020 teil. Nach weiteren Einsätzen bei Freundschaftsspielen und Einladungsturnieren bei der A-Mannschaft nahm sie mit der U20 noch einmal an der Südamerikameisterschaft 2022 teil.
Im selben Jahr folgte die Copa América 2022 mit dem A-Nationalteam, wo sie drei Mal eingesetzt wurde. Am 8. Juli 2023 wurde sie für den finalen Kader der WM 2023 nominiert. Dort gab sie bei der 0:1-Auftaktniederlage gegen Italien ihr WM-Debüt.